# Erica Mou
Erica Mou, pseudonimo di Erica Musci (Trani, 6 aprile 1990), è una cantautrice italiana.

## Biografia
Nata a Trani, ma originaria di Bisceglie, ha frequentato il liceo scientifico e si è poi iscritta alla facoltà di Lettere e Filosofia dell'Università degli Studi di Bari, dove ha conseguito la laurea nel 2019.

### Esordi e pubblicazione diÈ
Inizia l'attività musicale professionista nel 2008 e vince diversi premi legati alla canzone d'autore italiana, tra cui il Liri Festival, l'Arè Rock Festival, il concorso L'artista che non c'era e il premio SIAE Miglior Testo.
Nel 2009 pubblica il suo album di debutto, Bacio ancora le ferite, inciso per la casa discografica Auand Records di Marco Valente, specializzata in dischi di genere jazz. L'album contiene tutti brani di cui la Mou è autrice, tranne la cover di Pensiero stupendo, il successo di Patty Pravo scritto da Oscar Prudente e Ivano Fossati.
Tramite Red Ronnie entra in contatto con Caterina Caselli, che le propone un contratto discografico con la sua etichetta, la Sugar Music. L'8 marzo 2011, anticipato dal singolo Giungla, pubblica il suo secondo album È, in cui è inclusa la canzone Oltre, inserita da Roberta Torre nella colonna sonora del suo film I baci mai dati, ed una cover di Don't Stop, il celebre successo dei Fleetwood Mac (la versione della Mou viene scelta per uno spot pubblicitario dell'ENI). Un altro brano, La neve sul mare, è stato inserito nell'antologia La leva cantautorale degli anni zero, curata dal MEI e dal Club Tenco.
La produzione dell'album è curata dall'islandese Valgeir Sigurðsson, già collaboratore di Björk. Nello stesso anno effettua anche un tour negli Stati Uniti, e si classifica al secondo posto nel sondaggio del quotidiano La Repubblica sul personaggio pugliese dell'anno. Vince inoltre il premio del MEI come "Talento dell'anno", il Premio XL "Nuova Musica Italiana" e il Premio MEI  "Miglior Tour".
Pur essendo inclusa tra i candidati al Premio Tenco come miglior album d'esordio per È, viene poi squalificata quando l'organizzazione viene a conoscenza del suo vero primo album, del 2009.
Dopo la pubblicazione dell'album, Erica si esibisce in tour calcando i palchi di importanti manifestazioni ed eventi come il concerto del Primo Maggio a Roma, i Wind Music Awards a Verona, dove ritira il Premio Speciale assegnato da alcune associazioni del settore discografico di Confindustria Cultura Italia (FIMI, PMI e AFI), l'Heineken Jammin' Festival e gli MTV Days di Torino.
A settembre 2011 fa parte del cast artistico dello spettacolo teatrale Il bene mio diretto dal regista Cosimo Damiano Damato, esibendosi insieme a Renzo Arbore, Lucio Dalla, Moni Ovadia e Lunetta Savino.
In ottobre, insieme ai Subsonica e a Caparezza suona all'Hit Week Festival negli Stati Uniti, il più grande festival di musica italiana in America.

### Sanremo 2012
Dopo aver superato la selezione di Sanremo Social, partecipa al Festival di Sanremo 2012 nella sezione "Sanremosocial" con il brano di cui è autrice Nella vasca da bagno del tempo, con cui si posiziona seconda nella classifica finale. Tuttavia le vengono conferiti sia il Premio della Critica Mia Martini sia il Premio della Sala Stampa Radio e Tv sezione Giovani. Il brano Nella vasca da bagno del tempo si aggiudica pure il Premio Lunezia nella categoria "Sanremo - Nuova Generazione".
Il 14 febbraio 2012 viene pubblicato il repackaging dell'album È, con l'aggiunta del brano presentato a Sanremo. La cantautrice conquista poi una nomination ai TRL Awards 2012 nella categoria "Best New Generation". Dopo 100 date in Italia, il tour di È prosegue in Europa con tappe in Francia, Gran Bretagna, Germania e Ungheria (Sziget Festival). In luglio Erica partecipa all'Arezzo Wave.
In novembre fa parte del cast di Meraviglioso Modugno, spettacolo tenutosi al Teatro Petruzzelli di Bari dedicato a Domenico Modugno, che apre l'edizione annuale del Medimex.
Nel dicembre 2012 partecipa a Io esisto, brano scritto con Boosta e Tricarico e interpretato insieme al coro delle voci bianche della Scala. Il pezzo è la sigla della campagna 2012 di Telethon. Inoltre aderisce insieme a più di 20 artisti al progetto I.P.E.R. (Indipendenti per Emilia-Romagna e Lombardia) registrando Ancora in piedi e raccogliendo fondi a sostegno delle popolazioni colpite dal terremoto.

### Contro le ondee colonna sonora
Nel gennaio 2013 partecipa come ospite al tour teatrale dello spettacolo sull'immigrazione Beato 'a' chi ti Puglia di e con Savino Zaba. Il suo brano inedito Fili fa parte della colonna sonora di Missoni Swing, documentario di Cosimo Damiano Damato sulla vita di Ottavio Missoni.
Il 1º maggio 2013 partecipa al tradizionale concerto del Primo Maggio a Roma omaggiando Lucio Dalla insieme alla Grande Orchestra Rock diretta da Vittorio Cosma cantando il brano Futura. Collabora con i Perturbazione nel brano Ossexione contenuto nel disco Musica X della band piemontese, uscito il 6 maggio 2013.
Il 10 maggio 2013 pubblica il singolo Mettiti la maschera, che anticipa l'uscita del terzo album Contro le onde prevista per il 28 maggio seguente. Il disco, distribuito da Sugar, è prodotto da Boosta dei Subsonica.
Il 4 giugno 2013 viene diffuso in anteprima sul portale di TGcom24 il video di Mettiti la maschera, girato da Gabriele Surdo e realizzato in Salento con il contributo di Puglia Sounds.
Il 10 luglio 2013, si esibisce a Nuovi Talenti Valdarno, concorso canoro tenutosi a San Giovanni Valdarno (AR), con la partecipazione del gruppo No Way Out.
La sua canzone Dove cadono i fulmini, tratta da Contro le onde, viene inserita nella colonna sonora del film Una piccola impresa meridionale di Rocco Papaleo, in uscita il 17 ottobre 2013. Due giorni prima viene diffuso un EP in formato digitale intitolato proprio Dove cadono i fulmini e contenente la canzone in album version, una sua versione acustica ed il brano Affondo, prodotto da Andro Id (Negramaro). Viene inoltre pubblicato il video del brano Dove cadono i fulmini, per la regia dello stesso Rocco Papaleo e con la partecipazione di Riccardo Scamarcio.
Per questo, nel 2014, partecipa al tour teatrale dell'omonimo film in cui aveva cantato.
La sua Non dormo mai viene scelta da Paul Haggis, come parte della colonna sonora del film “Third person”. Nel frattempo con il brano Dove cadono i fulmini ottiene la candidatura al David di Donatello per la migliore canzone originale nell'ambito dei David di Donatello 2014.
Collabora con Raphael Gualazzi in un duetto per il brano Time for My Prayers, inserito nella colonna sonora del film Un ragazzo d'oro diretto da Pupi Avati. Inoltre, Erica scrive “La bugia bianca”, canzone per l’omonimo film di Giovanni Virgilio.
Nell'autunno 2014 ha avuto alcuni problemi alle corde vocali che l'hanno costretta a non parlare per circa un mese, ma che non hanno richiesto l'intervento chirurgico.

### Tienimi il posto
Il 7 luglio 2015 pubblica il singolo Ho scelto te, che anticipa la pubblicazione del suo nuovo album Tienimi il posto, in uscita per il mese di settembre.
Il 2016 si apre con una piccola partecipazione della cantautrice al film campione di incassi Quo Vado di Checco Zalone. Nello stesso anno collabora con le scrittrici Chiara Gamberale e Valentina Farinaccio, componendo la colonna sonora dei romanzi “Adesso” (LaFeltrinelli) e “La strada del ritorno è sempre più corta” (Mondadori).
Presta inoltre la sua voce per il progetto elettro-jazz “Banaba” di Mirko Signorile e Marco Messina e vince il prestigioso riconoscimento della Federazione Autori, consegnatole sul palco del concerto-evento Meraviglioso Modugno.
Nell'ottobre del 2016 pubblica una personalissima cover dello storico brano di Nilla Pizzi, L'edera.

### Bandiera sulla luna
Il 27 novembre 2017 pubblica il singolo Svuoto i cassetti, che anticipa il suo quinto album in studio Bandiera sulla luna, in uscita per il 1º dicembre.
Il disco contiene tredici tracce tra cui la cover di Azzurro di Adriano Celentano.
Collabora come autrice e interprete con Zibba per il brano Quando abbiamo smesso, inserito nell'album Le cose, uscito nel febbraio 2018.
Il 23 marzo 2018 pubblica il singolo Roma era vuota, secondo estratto dall'album. Il 22 giugno 2018 pubblica il videoclip del singolo Canzoni scordate, realizzato con il contributo di amici e fan.

### A ring in the forest
Il 14 giugno 2019 viene pubblicato sugli store digitali il singolo A ring in the forest. Sui social, Erica Mou spiega che "il progetto racconta la trasformazione di un albero in chitarra, il rapporto che noi uomini abbiamo con la natura e con il tempo. Tutto nasce da un’idea di Marco Callegari, dalle mani del liutaio Paolo Sussone e dalla mia musica che ha incontrato quella di MaJiKer e Piers Faccini".
Appare in Figli, uscito nelle sale cinematografiche a gennaio 2020. Nel film impersona una bella ragazza che corteggia un uomo (Valerio Mastandrea) in crisi di mezza età.
Nel marzo 2020 pubblica il suo primo romanzo dal titolo Nel mare c'è la sete, edito da Fandango.

## Discografia

### Album
- 2009 – Bacio ancora le ferite (Auand Records)
- 2011 – È (Sugar Music)
- 2012 – È (Repack Sanremo) (Sugar Music)
- 2013 – Contro le onde (Sugar Music)
- 2015 – Tienimi il posto (Auand Records/Artist First)
- 2017 – Bandiera sulla luna (Godzillamarket/Artist First)
- 2021 – Nature (ADA Music Italy)
- 2024 – Cerchi (ADA Music Italy)

### EP
- 2013 – Dove cadono i fulmini (Una piccola impresa meridionale colonna sonora)

### Singoli
- 2011 – Giungla
- 2011 – Torno a casa (Lasciami guardare)
- 2011 – Nella vasca da bagno del tempo
- 2013 – Mettiti la maschera
- 2015 – Ho scelto te
- 2015 – Se mi lasciassi sola
- 2016 – Adesso
- 2017 – Svuoto i cassetti
- 2018 – Roma era vuota
- 2018 – Canzoni scordate
- 2019 – A ring in the forest
- 2021 – Lo zaino sul treno
- 2024 – La festa del santo

### Collaborazioni
- 2012 – Io esisto con Boosta e Tricarico (sigla 2012 Telethon)
- 2012 – Ancora in piedi - I.P.E.R. (Indipendenti Per Emilia Romagna e Lombardia)
- 2013 – Ossexione con i Perturbazione in Musica X
- 2014 – Time for My Prayers con Raphael Gualazzi per la colonna sonora di Un ragazzo d'oro
- 2014 – Anche se non lo sai (di Mauro Ermanno Giovanardi e Francesco Cusumano) con Mauro Ermanno Giovanardi al Tributo a Francesco Virlinzi
- 2025 – La vita segreta con Murubutu in La vita segreta delle città

### Partecipazioni a compilation
- 2009 – È (versione 2008) in InCanti di Pace – Musicisti Baresi per Enziteto
- 2009 – Oltre (versione 2008) in Musicultura 20ennale 1990-2009
- 2010 – Oltre in Puglia Sounds – The music system
- 2011 – La neve sul mare in La leva cantautorale degli anni zero (Ala Bianca)
- 2011 – Domenica in Puglia Sounds – Pop & Beyond
- 2012 – Giungla in Puglia Sounds – Pop & Beyond
- 2012 – Nella vasca da bagno del tempo in Sanremo 2012 (compilation) (Universal Music Group)
- 2012 – Nella vasca da bagno del tempo in Super Sanremo 2012 (Sony Music)

## Videografia

### Videoclip
- 2011 – Giungla
- 2011 – Nella vasca da bagno del tempo
- 2013 – Mettiti la maschera
- 2013 – Dove cadono i fulmini (Premio Roma Videoclip 2013)
- 2015 – Ho scelto te
- 2016 – Adesso
- 2017 – Svuoto i cassetti
- 2018 – Roma era vuota
- 2018 – Canzoni scordate
- 2019 – A ring in the forest[19]

### DVD
- 2008 – Oltre, È, Pensiero stupendo live in Roxy Bar DVD n. 32 (Strongful)
- 2011 – Oltre (versione 2011 con archi) ne I baci mai dati (Rosetta/Nuvola)
- 2013 – Fili in Missoni Swing (Bunker Lab)

## Filmografia
- Figli, regia di Giuseppe Bonito (2020)

## Premi e riconoscimenti
- 2008 – Liri Festival

- 2008 – Are Rock Festival

- 2008 – L’artista che non c’era

- 2008 – Premio Siae miglior testo
- 2009 – Finalista al Festival Musicultura

- 2011 – Premio MEI “Talento dell’anno”

- 2011 – Premio Xl “Nuova musica italiana”

- 2011 – Premio MEI “Miglior Tour”

- 2011 – Nomination al Premio Tenco “Miglior album d’esordio”

- 2011 – Premio Speciale Wind Music Awards

- 2012 – Premio della critica Mia Martini – sezione giovani

- 2012 – Premio della Sala Stampa Lucio Dalla – sezione giovani

- 2012 – Premio Lunezia

- 2012 – Nomination TRL Awards 2012 “Best New Generation"

- 2014 – Nomination al David di Donatello per la miglior canzone originale